# Polygonatum tessellatum
Polygonatum tessellatum là một loài thực vật có hoa trong họ Măng tây. Loài này được F.T.Wang & Tang miêu tả khoa học đầu tiên năm 1936.